# Doug Shaffer
Doug Shaffer (1963) es un deportista estadounidense que compitió en saltos de trampolín. Ganó una medalla de plata en los Juegos Panamericanos de 1987, en la prueba individual.

## Palmarés internacional
| Juegos Panamericanos | Juegos Panamericanos          | Juegos Panamericanos | Juegos Panamericanos |
| Año                  | Lugar                         | Medalla              | Prueba               |
| -------------------- | ----------------------------- | -------------------- | -------------------- |
| 1987                 | Indianápolis (Estados Unidos) | Medalla de plata     | Trampolín 3 m        |